# Енес Ал Халифа
Енес Ал Халифа (енгл. Anas Al Khalifa; Хама, 6. април 1993) је паракануиста који тренутно живи у Халеу. Представљао је избеглички тим на Летњим параолимпијским играма 2020.

## Биографија
Рођен је 6. априла 1993. у Хами, емигрирао је 15. марта 2011. када је започет грађански рат у Сирији. Две године је живео у логору, пре него што је емигрирао у Турску 2014. године. Касније је отпутовао у Грчку, а у августу 2015. у Немачку где је добио посао постављања соларних панела. Године 2018. се повредио током несреће на радном месту и остао је непокретан. Следеће године је почео да тренира у затвореном базену са Огњаном Петровом. Брат му је убијен у Сирији 2020. У априлу 2021. није успео да се квалификује за немачку репрезентацију у паракану за Летње параолимпијске игре 2020. У мају исте године се такмичио на Светском купу у паракануу у Сегедину, а касније током године и на Европском првенству у кајаку и кануу на мирним водама 2021. где је оборио сопствени рекорд за више од пет секунди. У јуну исте године је изабран да представља избеглице на Летњим параолимпијским играма 2020. Такмичио се у дисциплинама KL1 и VL2 завршивши на шестом месту. Касније је представљао Немачку на Светском првенству у кајаку и кануу на мирним водама 2021. где је освојио пето место у KL1.